# NGC 7764
NGC 7764 é uma galáxia espiral barrada (SBm) localizada na direcção da constelação de Phoenix. Possui uma declinação de -40° 43' 48" e uma ascensão recta de 23 horas, 50 minutos e 53,6 segundos.
A galáxia NGC 7764 foi descoberta em 4 de Outubro de 1836 por John Herschel.